# لی میلر
لی میلر (انگلیسی: Lee Miller؛ ۲۳ آوریل ۱۹۰۷ – ۲۱ ژوئیهٔ ۱۹۷۷) یک عکاس اهل ایالات متحده آمریکا بود.
بسیاری از عکس های جنگ جهانی دوم توسط لی گرفته شده است.